# Emmanuel Mlundwa
Emmanuel Mlundwa est un boxeur tanzanien né le 17 avril 1957.

## Carrière
Emmanuel Mlundwa est médaillé d'argent dans la catégorie des poids mouches aux Jeux africains d'Alger en 1978.
Aux Jeux olympiques d'été de 1980 à Moscou, il est éliminé au deuxième tour dans la catégorie des poids mouches par l'Irlandais Hugh Russell.